# San José Chinantequilla

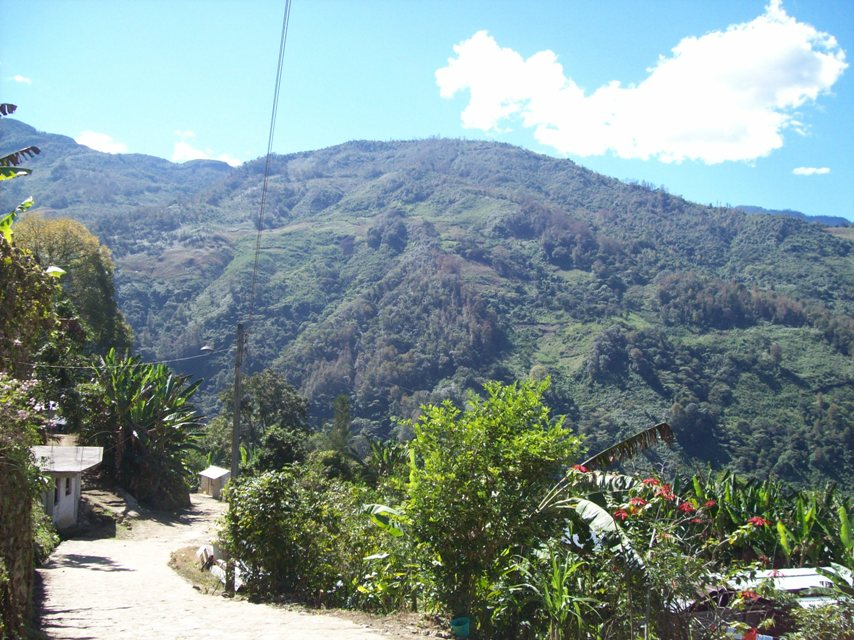
San José Chinantequilla

San José Chinantequilla est une communauté qui se trouve dans la région mixe de l'État de Oaxaca, au Mexique. Chinantequilla est situé dans la municipalité de Totontepec Villa de Morelos.
Elle a 463 habitants et est située à environ 1160 mètres au-dessus de la mer, la ville est située dans ce qui est connu comme la région mixe Grand Nord, et a une langue autochtone et mixe (ayöök), mais aussi des gens l'origine de cette communauté ont dominé le castillan. Ils ont désormais un moyen de communication dans ce domaine, qui était auparavant très difficile à atteindre.